# La Gitane (Matisse)
Pour les articles homonymes, voir La Gitane.
La Gitane est un tableau réalisé par Henri Matisse en 1905 à Paris. Cette huile sur toile est le portrait fauve d'une gitane aux seins nus. Achetée par Michael et Sarah Stein, elle fait aujourd'hui partie des collections du musée national d'Art moderne, à Paris, et elle se trouve en dépôt au musée de l'Annonciade, à Saint-Tropez.